# Cachoeirinha (kommun i Brasilien, Tocantins)
Cachoeirinha är en kommun i Brasilien.   Den ligger i delstaten Tocantins, i den centrala delen av landet, 1 100 km norr om huvudstaden Brasília. Antalet invånare är 2 148.
Omgivningarna runt Cachoeirinha är huvudsakligen savann. Runt Cachoeirinha är det mycket glesbefolkat, med 7 invånare per kvadratkilometer.